# Ferulago sandrasica
Ferulago sandrasica là một loài thực vật có hoa trong họ Hoa tán. Loài này được Pesmen & Quézel mô tả khoa học đầu tiên năm 1970.